# مجزرة زاريا يوم القدس 2014
مجزرة زاريا يوم القدس 2014 تشير إلى حادثة وقعت في 25 يوليو 2014، عندما فتح الجيش النيجيري النار على أعضاء منظمة الحركة الإسلامية الذين يشاركون في مسيرات يوم القدس، وأسفر عن مقتل 35 شخصًا، بما في ذلك ثلاثة أبناء لرئيس الحركة إبراهيم زكزكي. الحركة الإسلامية والجماعات الإسلامية لحقوق الإنسان قالوا: كانت علاقات الحكومة النيجيرية وثيقة مع إسرائيل، وهي مسؤولة عن الهجمات على جماعة مؤيدة للفلسطينيين.

## مسار الأحداث
وقع الحادث بعد ثلاثة أيام من الهجمات بالقنابل في ولاية كادونا. وأفاد شهود عيان: اقترب المتظاهرون من نقطة تفتيش عسكرية، حيث أُمروا من قبل الجنود لاتخاذ طريق آخر. رفض المتظاهرين تعليمات النظام ونشبت الأزمة. ثم أطلق الجنود طلقات تحذيرية في محاولة لتخويف المتظاهرين، ولكن تقدم المحتجين إلى الأمام، وألقوا الحجارة على الجنود. ونتيجة لذلك فتح الجنود النار.